# Klin (Góry Suche)
Klin  (868 m n.p.m.) – wzniesienie w Sudetach Środkowych, w Górach Kamiennych. W pobliżu wierzchołka znajduje się popularne startowisko paralotniowe wystawione na kierunek północny. W latach 2013–2018 zarejestrowano tam ponad tysiąc startów do lotów indywidualnych i tandemowych.

## Położenie
Wzniesienie położone jest w północno-zachodniej części pasma Gór Suchych, na południe od miejscowości Rybnica Leśna, po zachodniej stronie od Przełęczy pod Turzyną. Jest ono w kształcie grzbietu o stromych zboczach z wyraźnie zaznaczoną kopulastą częścią szczytową.

## Budowa geologiczna
Jest to wzniesienie zbudowane ze skał wylewnych – permskich melafirów (trachybazaltów), należących do północnego skrzydła niecki śródsudeckiej.

## Roślinność
Wzniesienie w całości porośnięte jest lasem regla dolnego. Zbocze północne do wysokości 740 m n.p.m. zajmują górskie łąki i nieużytki, które są wykorzystywane jako startowiska dla paralotniarzy. Poniżej szczytu na południowo-zachodnim zboczu góry powyżej Przełęczy Trzech Dolin położona jest rozległa Hala pod Klinem.

## Ochrona przyrody
Położone jest poza północno-zachodnią granicą Parku Krajobrazowego Sudetów Wałbrzyskich.

## Turystyka
Podnóżem południowego zbocza góry przechodzą piesze szlaki turystyczne:
 – czerwony fragment Głównego Szlaku Sudeckiego prowadzący z Jedliny do Sokołowska i dalej
 – niebieski, prowadzący z Mieroszowa do Wałbrzycha
 – żółty z Przełęczy Trzech Dolin na Rogowiec.